# Ithiel Blake Nason
Pour les articles homonymes, voir Nason.
Ithiel Blake Nason  (10 août 1839-27 mai 1893) est un homme politique canadien de la Colombie-Britannique. Il est député provincial indépendant de la circonscription britanno-colombienne de Cariboo d'une élection partielle en 1888 à 1890 et à nouveau d'une élection partielle en 1891 jusqu'à son décès en 1893.

## Biographie
Né dans le Maine aux États-Unis, Nason s'installe près du ruisseau Antler (en) dans la région de Cariboo où il construit plusieurs scieries. Après son mariage en 1877, le couple s'installe à Richfield (en).
Il meurt en fonction à Victoria en Colombie-Britannique en mai 1893 à l'âge de 53 ans.